# Museo dell'Opera del Duomo (Florencia)

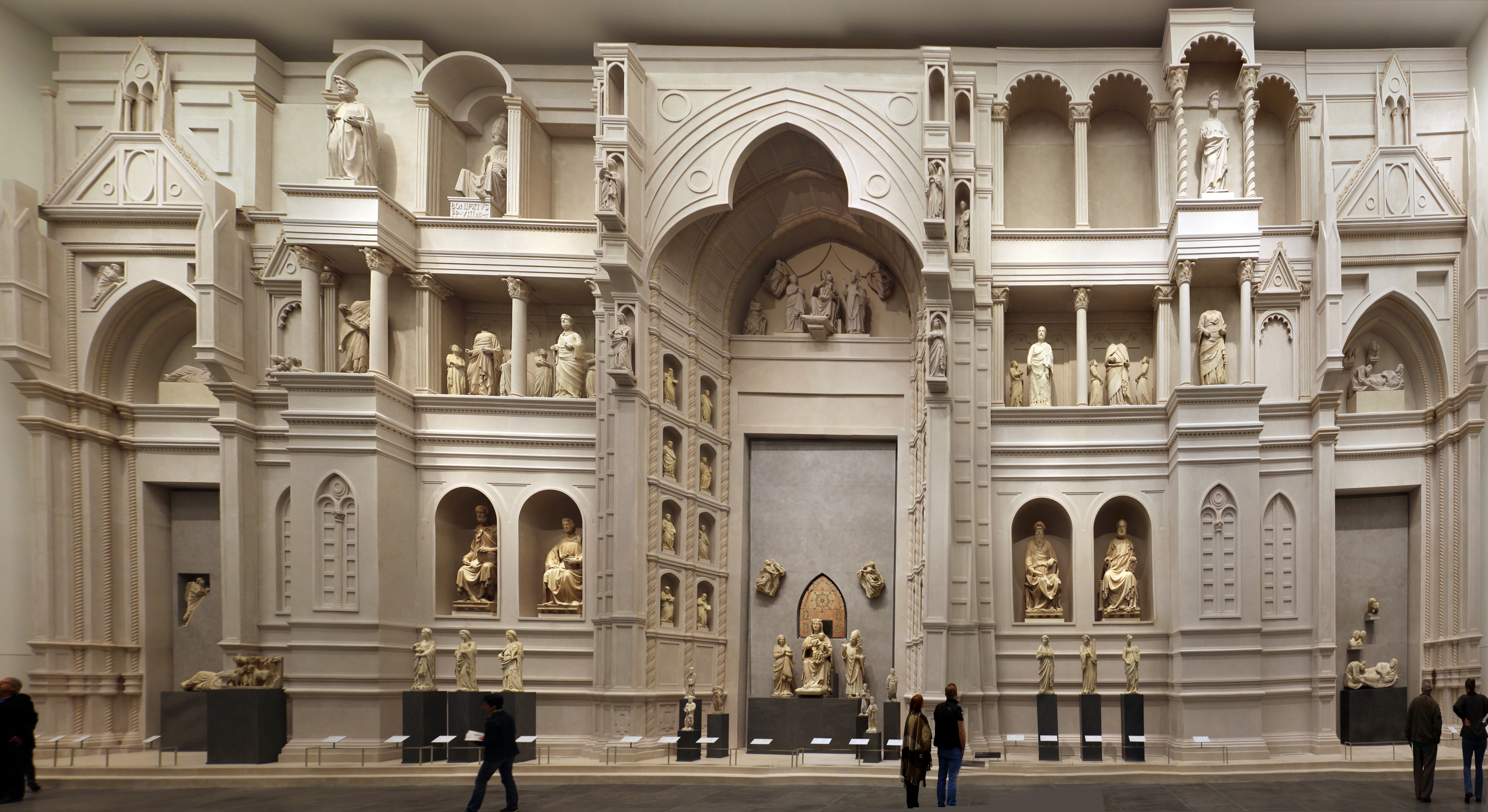
Museo dell'Opera del Duomo en Florencia.

El Museo dell'Opera del Duomo situado en Florencia, es uno de los museos de esta ciudad toscana, dedicado a escultura.
Este museo se encuentra en la Piazza del Duomo, 9, de Florencia.
Se dedica principalmente a las esculturas de la catedral de Florencia: objetos del exterior del Duomo, el campanil y el baptisterio. Hay salas dedicadas a Brunelleschi, exhibiéndose herramientas utilizadas en la época de la construcción de la catedral, dos maquetas, una de la catedral y otra de la fachada.
Su principal obra escultórica es la Piedad florentina (anterior a 1555) de Miguel Ángel. Otras obras expuestas en este museo: San Juan (1408-1415), cantorie, La Maddalena (1455) y Profeta Habacuc (1423-25) de Donatello, la Virgen de los ojos de cristal (1296) de Arnolfo di Cambio, cantorie de Luca Della Robbia, y cuatro de los paneles de la puerta del baptisterio (Puerta del Paraíso) de Ghiberti.

## Obras sobresalientes

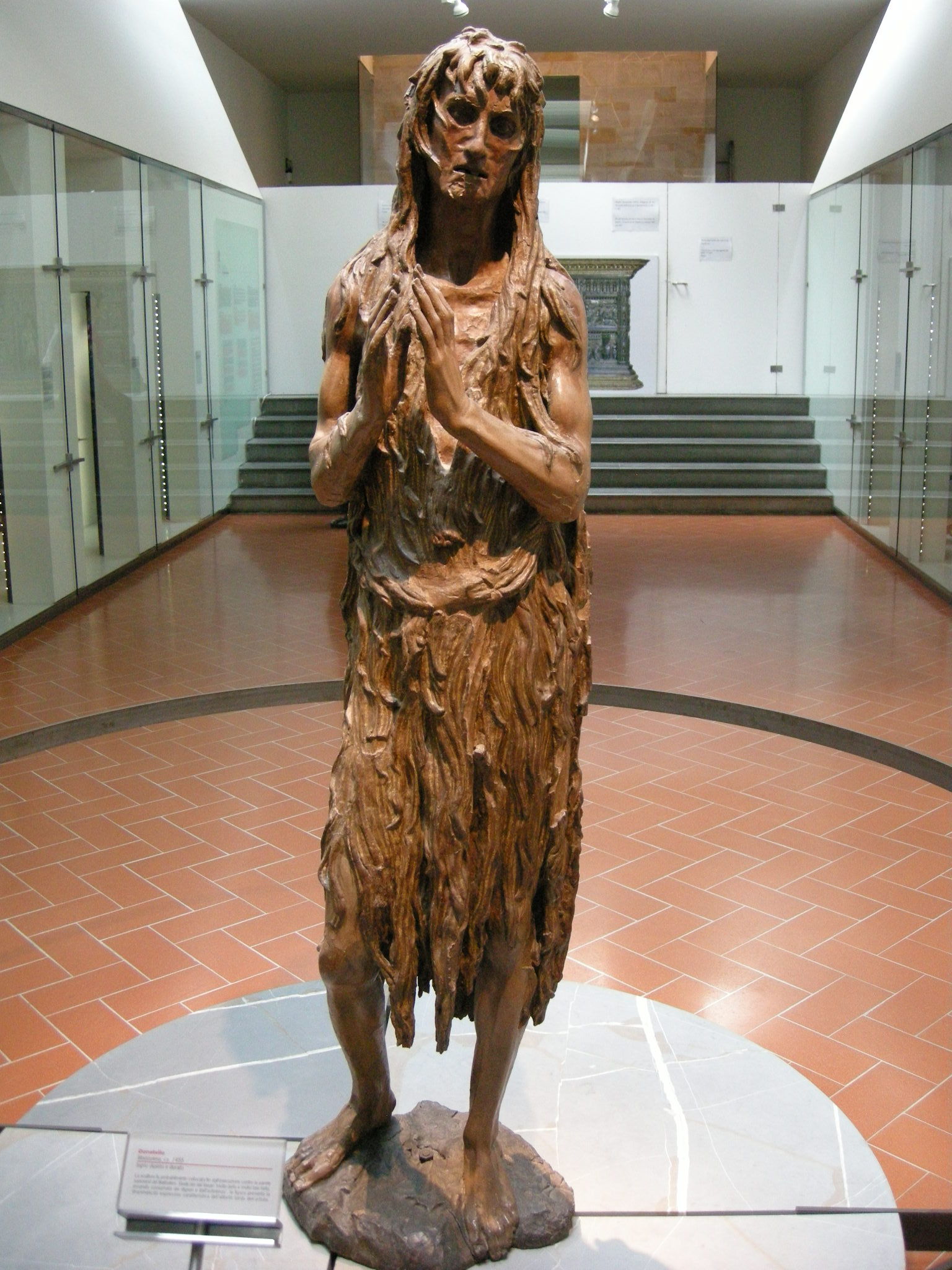
María Magdalena penitente (1453).
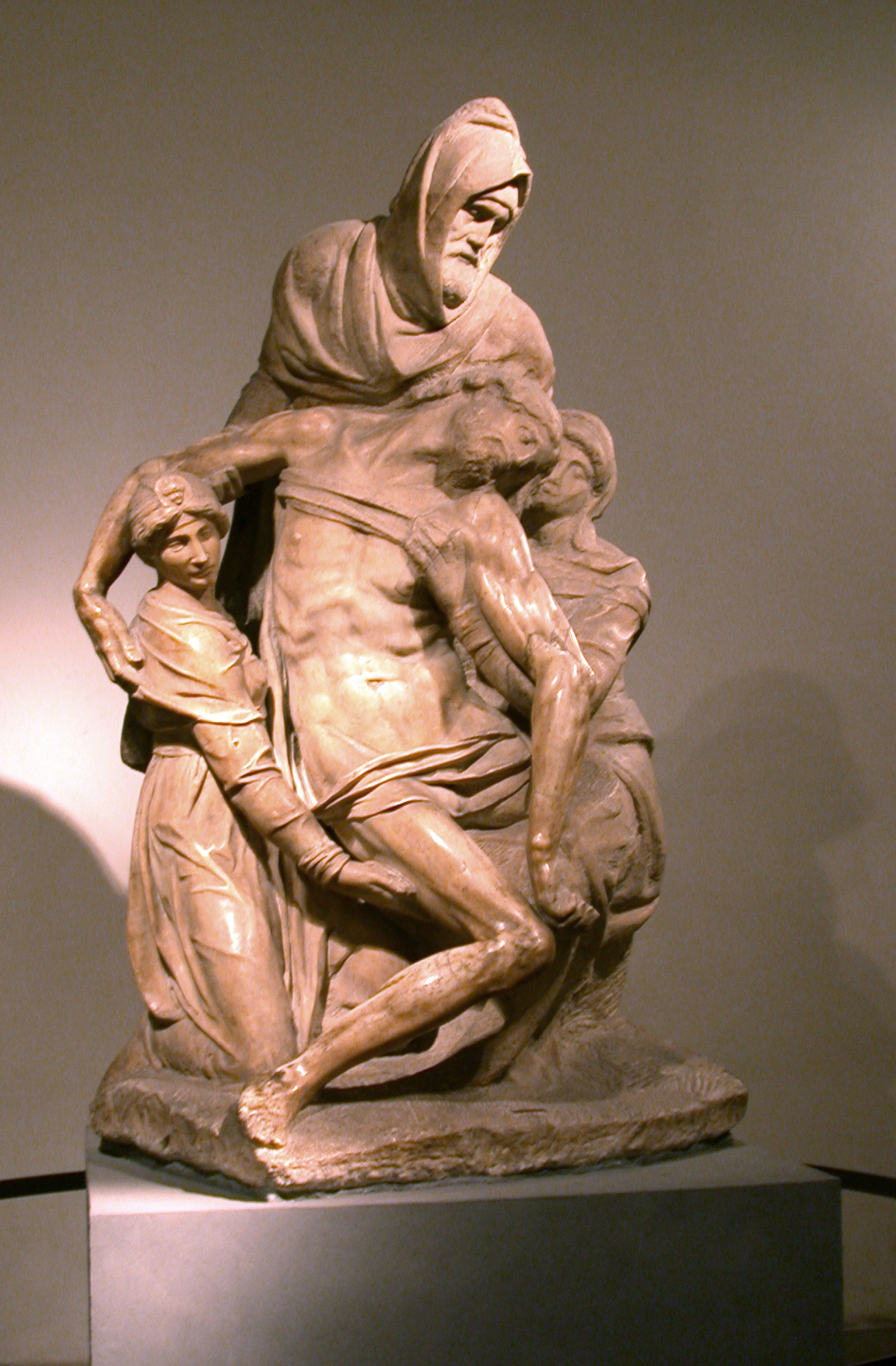
Piedad florentina (1550).
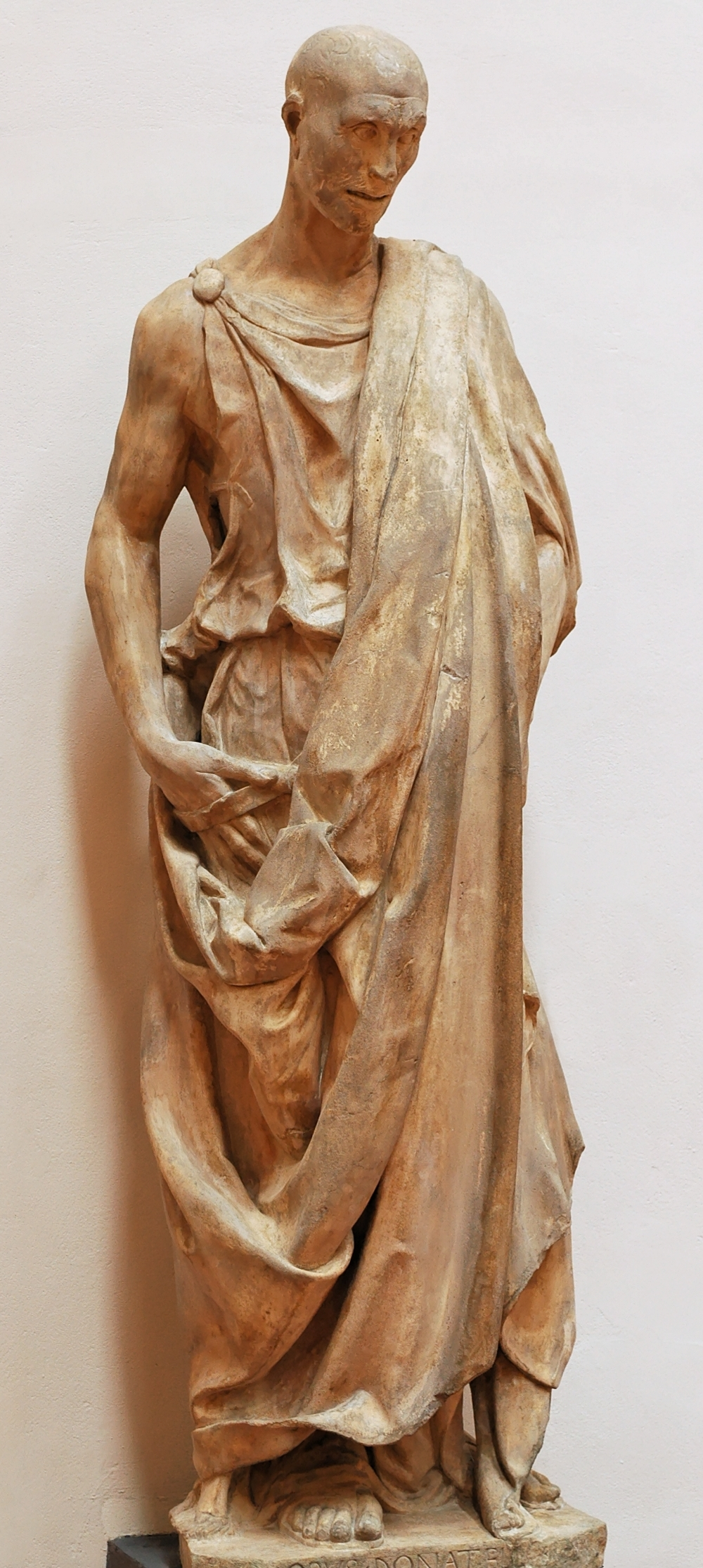
Profeta Habacuc (1425).